# Eusébio Oscar Scheid

Znak Eusébio Oscara kardinála Scheida

Eusébio Oscar kardinál Scheid (8. prosince 1932 Luzerna, Brazílie – 13. ledna 2021, Jacareí) byl brazilský římskokatolický kněz, člen kongregace Misionářů Nejsvětějšího Srdce Ježíšova, kardinál.

## Kněz
Po vstupu do kongregace Misionářů Nejsvětějšího Srdce Ježíšova (známí též jako dehoniáni) studoval v řádovém semináři v Corupě. Doktorát z teologie získal na Papežské univerzitě Gregoriana v Římě. Zde také přijal 3. července 1960 kněžské svěcení. Poté přednášel teologii, dogmatiku, liturgii a kulturu náboženství na několika církevních školách, mj. na Katolické univerzitě v Sao Paolo.

## Biskup
V únoru 1981 byl jmenován biskupem diecéze Sao Jose dos Campos, biskupské svěcení přijal 1. května téhož roku. O deset let později, v únoru 1991 se ujal řízení arcidiecéze Florianopolis. Za dalších deset let, v červenci 2001 ho papež Jan Pavel II. jmenoval arcibiskupem arcidiecéze Sao Sebastiao do Rio Janeiro. Zde nahradil ve funkci kardinála de Araújo Salese.

## Kardinál
Při konsistoři 21. října 2003 byl jmenován kardinálem. Spolu s ním se kardinálem stal mj. také jeho řeholní spolubratr Polák Stanisław Nagy. Jeho žádosti o uvolnění z funkce arcibiskupa vzhledem k dovršení kanonického věku vyhověl papež Benedikt XVI. v roce 2009.